# Чајавал (Моланго де Ескамиља)
Чајавал (шп. Chayahual) насеље је у Мексику у савезној држави Идалго у општини Моланго де Ескамиља. Насеље се налази на надморској висини од 1153 м.

## Становништво
Према подацима из 2010. године у насељу је живио 1 становник.

### Хронологија
| Година       | 2000        | 2005 | 2010 |
| ------------ | ----------- | ---- | ---- |
| Становништво | 14 (10 / 4) | 1    | 1    |

### Попис
| # | Индикатор                     | Вредност |
| - | ----------------------------- | -------- |
| 1 | Укупно домаћинстава           | 3        |
| 2 | Укупно насељених домаћинстава | 1        |
| 3 | Величина локације             | 1        |